# Kaprije
Kaprije (italijansko: Capri di Dalmazia) je severnodalmatinski otok v srednjem Jadranu in je del Šibeniškega arhipelaga. Leži severovzhodno od otoka Žirje, približno 15 km zahodno od Šibenika. Otok je s celino povezan preko trajektne linije Šibenik-Zlarin-Kaprije-Žirje. Z velikostjo 7,12 km² se uvršča med manjše naseljene otoke na Hrvaškem.

## Geografija
Otok, na katerem stojita dva svetilnika, ima površino 7,11 km², dolžina obale meri 25,211 km. Najvišji vrh Vela Glavica, ki doseže višino 123 mnm. Kaprije ležijo med otokoma Zmajan in Kakan, od katerih ju ločuje Zmajanski oziroma Kakanski kanal. V otoškem reliefu je nekaj gričev, katerih višina narašča od severozahoda proti jugovzhodu, kjer se nahaja tudi najvišji vrh otoka. Griči so med seboj ločeni z vzdolžnimi in prečnimi dolinami. Na otoku, ki je prasel z makijo in nizkim borovim gozdom ni vodnih izvirov. Po dolinah, na nevelikih obdelovalnih površinah so manjši oljčni nasadi in vinogradi. Edino naselje Kaprije leži na jugozahodni obali. Zaselek Medoš na severovzhodni obali je občasno naseljen s kmetovalci iz Murterja, ki imajo na otoku nekaj obdelovalne zemlje. Na otoku velja prepoved uporabe avtomobilov.
Iz pomorske karte je razvidno, da prvi svetilnik stoji na pomolu v pristanišču naselja Kaprije in oddaja svetlobni signal: B Bl 3s; drugi pa na rtu Lemeš, ki oddaja svetlobni signal: Z Bl 3s.

## Zgodovina
Nekdaj je bil otok porasel z gozdovi, vendar so vsa drevesa posekali in uporabili pri žganju apna, katerega so prodajali v Šibenik. Otok je bil v 14. stol. v posesti šibeniške fevdalne družine Ljubić, leta 1500 pa preide v last družine Divnić (Difnico).
Prvi stalni prebivalci so se na otoku naselili v 15. stol. Od leta 1510 so se na Kaprije pričeli zatekati pribežniki s kopnega, ki so bežali pred Turki.
Cerkev v naselju Kaprije je bila postavljena med 16. in 17. stoletjem, ter leta 1801 obnovljena in razširjena.